# Jack (babouin chacma)
Pour les articles homonymes, voir Jack.
Jack (mort en 1890), parfois surnommé Jack l'aiguilleur, est un babouin chacma qui a atteint une certaine renommée en devenant l'assistant d'un aiguilleur de chemin de fer handicapé de la colonie du Cap en Afrique du Sud.

## Histoire

### James Wide

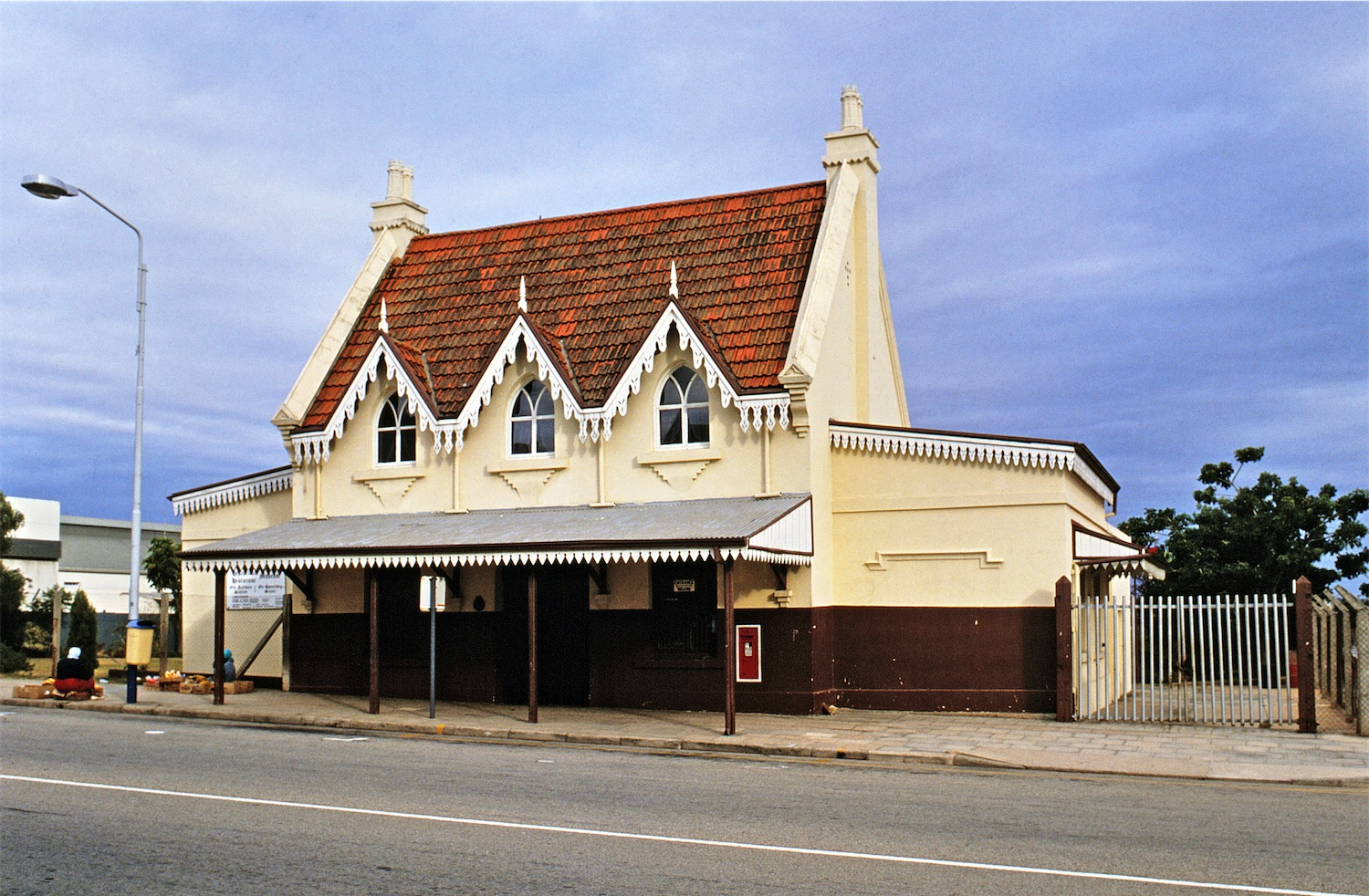
La gare d'Uitenhage en 1988.

James Edwin « Jumper » Wide, né à Burlescombe au Royaume-Uni en 1850, s'était exilé dans la colonie du Cap, aujourd'hui unifiée au sein de l'Afrique du Sud vers 1875.
Il était employé sur la ligne Midland à St. Phillip. Il était connu pour sauter entre les wagons des trains en marche, avant un accident où il est tombé et a perdu ses deux jambes en 1877.
Alors qu'il avait lui-même construit son propre chariot et ses prothèses de jambe pour pouvoir continuer son travail, Wide a été affecté au poste d'aiguilleur en raison de son invalidité. Il devient alors le garde de la gare d'Uitenhage, près de Port Elizabeth, sur la ligne Le Cap - Port Elizabeth.

### Engagement de Jack

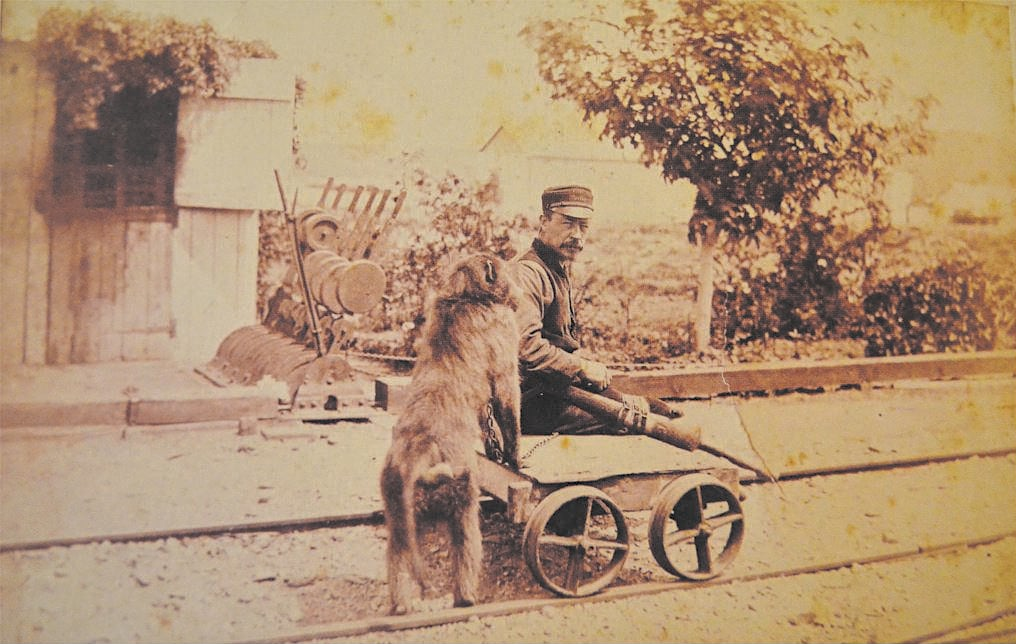
Jack le babouin poussant James Wide sur son chariot.

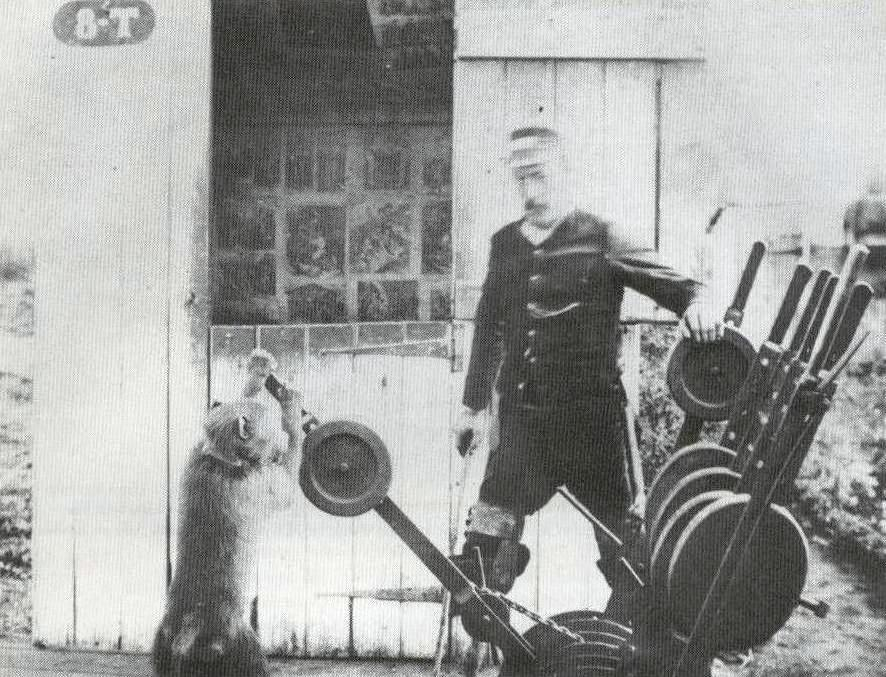
Jack actionne un aiguillage sous la supervision de James Wide.

Pour l'aider dans son travail, Wide achète en 1881 un babouin chacma nommé « Jack », qu'il repère dans un marché, poussant des charrettes de marchandises et guidant un attelage de bœufs. Jack buvait alors chaque soir du cognac du Cap, sans quoi il ne travaillait pas. Il le forme alors à pousser son fauteuil roulant et à exploiter les signaux des chemins de fer sous sa surveillance.
Jack mesurait environ quatre pieds et six pouces, soit 1,37 mètres, selon le journal d'époque The Railway Signal.
Le babouin devient alors l'animal de compagnie et assistant de l'aiguilleur. Rapidement, il fait également du jardinage aux abords de la gare.
Au début de sa collaboration, Jack était aidé par le chien de James Wide, qui fut tué quelque temps plus tard par le passage d'un train.
Une enquête officielle a été lancée après qu'une cliente inquiète a rapporté qu'on avait vu un babouin changer des signaux de chemin de fer à Uitenhage,.
Après le scepticisme initial, la Cape Government Railways (en) a décidé de tester les capacités de Jack. Le chauffeur du train était chargé d'exécuter une liste secrète de signaux, en réponse desquels Jack devait actionner les aiguillages correspondant à chaque signal. Voyant les compétences et le perfectionnisme de Jack, qui vérifiait que le train s'engage correctement sur les voies, la compagnie décide finalement d'employer officiellement Jack, et celui-ci reçut un numéro d'employé. Le babouin était payé vingt cents par jour, et une demi-bouteille de bière chaque semaine. Au cours de ses neuf années comme employé des chemins de fer, Jack n'aurait jamais fait une erreur.

### Mort et hommages
Après neuf ans de service, Jack est mort de la tuberculose pulmonaire en 1890, quelques mois avant septembre selon un article de 1890.
Son crâne est dans la collection du muséum Albany à Grahamstown. Un mur de la gare d'Uitenhage rend hommage à Jack et son propriétaire.
James Wide, quant à lui, est mort le 20 janvier 1921 à Glamorgan dans le pays de Galles.